# Zoli Ádok
Dans le nom hongrois Ádok Zoli, le nom de famille précède le prénom, mais cet article utilise l’ordre habituel en français Zoli Ádok, où le prénom précède le nom.
Zoli Ádok, de son vrai nom Zoltán Ádok, né à Szeged, le 22 mars 1976 est un chanteur, acteur et danseur hongrois.
Il a représenté son pays au Concours Eurovision de la chanson 2009 avec la chanson Dance with Me, se classant 15e de la seconde demi-finale.

## Discographie

### Albums
- 2008 : Tánclépés
- 2011 : Három Álom

### Singles
- 2008 : Tánclépés/Dance with me